# Club for Growth
Club for Growth (doslova Klub pro růst) je americká fiskálně konzervativní organizace, která zároveň funguje i jako politický akční výbor. Založil ji v roce 1999 Stephen Moore, dnes Klub deklaruje, že má 55 000 členů. Dnešní předseda je Chris Chocola.

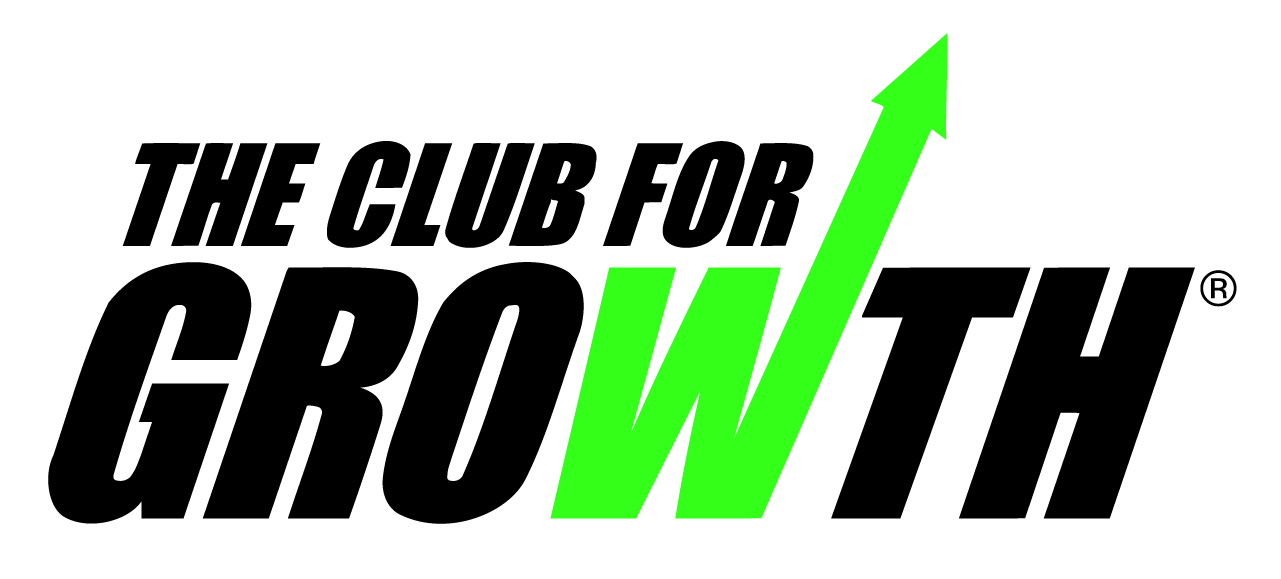
Logo Club for Growth

Club for Growth propaguje omezenou vládu, nízké daně, méně utrácení veřejných prostředků, volných obchod a ekonomické svobody. Pořádá i různé přednášky (pro organizaci přednášel např. i Václav Klaus) a vypracovává hodnocení zvolených politiků ve Spojených státech podle toho, jak hlasovali pro jednotlivé návrhy zákonů z hlediska hodnot Klubu.
Politický akční výbor pravidelně doporučuje hlasovat pro některé fiskálně konzervativní kandidáty na politické funkce a pomáhá s financováním jejich kampaní. Často podporuje ekonomicky pravicové kandidáty proti středově orientovaným republikánům.